# 관측가능량
관측가능량(觀測可能量, 영어: observarble)은 물리학에서 위치나 운동량과 같이 측정될 수 있는 물리량이다. 고전역학에서 관측가능량은 모든 가능한 계의 상태에서 정의된 실수값의 함수이다.  양자 물리학에서 관측가능량은 연산자나 게이지같이, 일련의 물리적 조작으로 결정될 수 있는 계의 상태의 속성이다. 예를 들어, 전자기장에서 조작을 통해 상태가 결정되고, 값을 읽게 된다.
물리적으로 의미있는 관측가능량은 또한 반드시 변환법칙을 만족해야한다. 변환법칙은 다른 관측자가 다른 기준계에서 수행한 측정과 연관되어있다.이러한 변환법칙은 상태 공간의 자기동형사상으로, 문제가 되는 공간의 특정한 속성을 보존하는 일대일대응 변환이다.

## 양자역학
양자물리학에서 관측가능량은 양자 상태의 상태 공간을 나타내는 힐베르트 공간위의 선형 연산자이다.
관측가능량의 고유값은 관측가능량이 관측 되었을 때 가지게 되는 값과 같은 실수이다. 즉, 양자역학에서의 관측가능량은 특정한 측정을 통해 나오는 실수값이 된다.
결과적으로, 측정만이 양자계의 상태로부터 관측가능량의 값을 결정할 수 있다.
양자계의 상태와 관측 가능량의 값 사이의 관계를 설명하기 위해서는 약간의 선형 대수학적 지식이 필요하다.
양자역학의 수학 공식화에서, 상태는 힐베르트 공간 {\displaystyle V} 위의 0이 아닌 벡터로 나타내어진다.
만약 0이 아닌 {\displaystyle c\in \mathbb {C} }에 대하여 {\displaystyle \mathbf {w} =c\mathbf {v} }인 경우 두 벡터 {\displaystyle \mathbf {v} }와 {\displaystyle \mathbf {w} }는 같은 상태로 여겨진다.
관측가능량은 {\displaystyle V}위의 자기 수반 연산자로 나타내어진다. 그러나, 모든 자기 수반 연산자가 물리적으로 의미있는 관측가능량은 아니다.

### 유한, 무한차원 힐베르트 공간 위의 연산자
만약 힐베르트 공간이 유한차원이면, 연산자는 유한차원의 에르미트 행렬로 나타낼 수 있다. 무한차원 힐베르트 공간에서, 관측 가능량은 부분적으로 정의된 대칭 연산자로 나타낼 수 있다. 이러한 변화의 이유는 무한차원 힐베르트공간에서, 관측가능 연산자는 무계일 수 있기 때문이다. 이것은 가장 큰 고윳값을 가지고 있지 않을 수 있다는 것을 의미한다. 유한차원 힐베르트 공간에서 이는 성립하지 않는다. 연산자는 차원보다 적은 수의 고윳값만을 가질 수 있다.

## 양자역학에서 관측가능량의 비호환성
양자역학에의 관측 가능량과 고전 물리량의 중요한 차이점은 동시에 관측할 수 있는 성질인 상보성이다. 그래서 수학적으로 관측 연산자는 교환 법칙이 성립하지 않는 연산자로 표현된다. 이는 교환자로 다음과 같이 표현될 수 있다.
{\displaystyle \left[\mathbf {A} ,\mathbf {B} \right]:=\mathbf {A} \mathbf {B} -\mathbf {B} \mathbf {A} \neq \mathbf {0} .}
이러한 비대칭성은 측정 {\displaystyle \scriptstyle \mathbf {A} }와 측정 {\displaystyle \scriptstyle \mathbf {B} }에 대해 측정 결과가 측정 순서에 따라 달라질 수 있음을 나타낸다. 관측가능량은 교환법칙이 성립하지 않는 연산자로, 즉, 비호환연산자로 불린다.

## 같이 보기
- 관측 가능한 우주

## 참조
- 측정(물리학)
- 관측 가능한 우주
- 관찰자(양자 물리학)